# Abraham Kiprotich
Pour les articles homonymes, voir Kiprotich.
Abraham Kiprotich, né le 17 août 1985 à Kapnyebai, est un athlète kényan, naturalisé français en 2011, spécialiste du marathon. Il est le frère cadet de Paul Kipkoech, champion du monde du 10 000 m en 1987. Il a fait partie de la Légion étrangère.

## Biographie
Il participe aux Jeux olympiques de 2012, à Londres, mais ne termine pas la course.
Le 14 avril 2013, Abraham Kiprotich remporte le Marathon de Daegu en améliorant de deux secondes son record personnel (2 h 8 min 33 s).
À la suite du marathon de Daegu, le président de la FFA s'est exprimé au sujet de Kiprotich devant la commission d’enquête sur la lutte antidopage du Sénat. Bernard Amsalem a confirmé officiellement que le marathonien présentait bien un passeport biologique avec des paramètres nécessitant de la part du service médical une mise hors compétition.

### Palmarès
- 2008 : Victoire dans le championnat de France militaire de cross court.
- 17/11/2013 : Victoire au marathon d'Istanbul en 2 h 12 min 28 s (victoire annulée à la suite d'une suspicion de dopage).
- 2017 : Victoire au marathon d'Istanbul en 2 h 13 min 30 s